# Benjamin Marqué
Benjamin Marqué né le 11 août 2000, est un joueur français de hockey sur gazon. Il évolue au poste d'attaquant au Royal Daring, en Belgique et avec l'équipe nationale française.
Il a remporté la médaille de bronze à la Coupe du monde des moins de 21 ans en 2021.

## Carrière

### Championnat d'Europe
- Top 8 : 2021[5]

### Coupe du monde (moins de 21 ans)
- : 2021